# Gregorio Allegri
Gregorio Allegri (Roma, 1582 circa – Roma, 17 febbraio 1652) è stato un compositore, presbitero e cantore italiano.

## Biografia
Sacerdote, cantore e compositore, Gregorio Allegri nacque a Roma nel 1582. Fu il primo dei tre figli del cocchiere milanese Costantino ad essere iscritto dal padre nella prestigiosa scuola di San Luigi dei Francesi a Roma; pochi anni dopo lo seguiranno, in ordine, i fratelli Domenico e Bartolomeo. Le notizie contenute nel contratto di ingresso presso San Luigi rivelano che, diversamente da quanto ritenuto da Fétis, Gregorio non apparteneva alla famiglia del Correggio; il suo cognome derivava da quello del nonno paterno Allegro (il padre era infatti «Constantinus quon[dam] Alegri»).
Dal 24 maggio 1591, «in nono suae aetatis anno», fu alloggiato presso il maestro di San Luigi, Giovanni Bernardino Nanino, con il quale conviveva anche il fratello Giovanni Maria Nanino; lì svolse il suo apprendistato, ed ebbe quali compagni Gregorio Picher, Simeone Huguet, Vincenzo Ugolini, Antonio Cifra, Filippo Fortani, a cui subentrò il fratello più piccolo di Gregorio, Domenico Allegri, e un Giacomo Antonio.
A giugno 1596, all'età di quattordici anni, mutò voce e ottenne come compenso uno scudo per il servizio prestato in cappella. Cinque anni dopo (giugno 1601), terminata la scuola, fece istanza presso la congregazione di San Luigi per ricevere un sussidio e gli fu concesso uno scudo al mese, a patto di cantare nelle funzioni dei giorni festivi. Nel 1602 fu assunto nella cappella di San Luigi dei Francesi come tenore restando in carica fino al giugno 1604. Nel 1602, 1603 e 1604 la sua paga fu riscossa per alcuni mesi dal fratello Domenico, ma il 31 luglio 1604 il pagamento fu cancellato, e al posto della consueta firma per quietanza si legge «recessit».
Nel 1607 Allegri fu assunto come maestro di cappella della cattedrale di Fermo. L'8 settembre 1608 ottenne anche una prebenda nella stessa chiesa. Salvo brevi periodi di assenza, mantenne la carica di maestro di cappella a Fermo non oltre il 1621, dato che in quell'anno risulta in carica il suo successore Ortensio Polidori. In quel periodo pubblicò due raccolte di mottetti concertati: i Concertini a due, tre e quattro voci (1619) e i Motecta binis, ternis, quaternis, quinis senisque vocibus organice dicenda (1621), in cui si dichiara ancora come beneficiato della chiesa cattedrale di Fermo. Continuò, tuttavia, a godere della prebenda nella cattedrale fermana fino al 1627, anno in cui dovette ritornare a Roma.
Nell'agosto 1628 fu nominato maestro di cappella della chiesa di S. Spirito in Saxia a Roma, conservando il posto fino alla fine del 1630. All'epoca ottenne un altro beneficio nella cattedrale di Tivoli, che, secondo quanto afferma Alberto Cametti, non era vincolato alla residenza.
Il 6 dicembre 1629, vinto il regolare concorso a cui si presentarono altri undici concorrenti, divenne cantore della cappella pontificia nel ruolo di contralto. Su ordine di Urbano VIII e in collaborazione con Sante Naldini, Stefano Landi e Odoardo Ceccarelli, curò la revisione degli inni, sia quelli in canto gregoriano sia quelli polifonici del Palestrina, per adattarli ai testi riformati in attuazione dei decreti del concilio di Trento, componendo anche la musica ex novo per una trentina di strofe.
Nell'anno giubilare 1650 fu nominato maestro pro tempore della Cappella Pontificia.
Morì alle tre antimeridiane del 17 febbraio 1652 nella sua abitazione a Via dei Pastini, presso il Pantheon. Il 19 febbraio dopo l'esposizione del corpo e la consueta "solenne messa di Requie", cantatagli dai suoi compagni di cappella, tutti intervenuti alle esequie, fu sepolto nella tomba del collegio dei cantori della cappella pontificia nella chiesa di Santa Maria in Vallicella. Da notare che sulla lapide posta sopra al sepolcro era inciso il canone Cantabimus canticum novum composto da Allegri nel 1640.
Andrea Adami, primo storico della cappella pontificia, nel medaglione biografico dedicato a Gregorio Allegri, scrisse che «ebbe poca abilità nel canto, ma la stima grande che di lui faceva tutta la professione della musica, dié motivo al papa Urbano VIII di farlo ricevere per cantore nella sua cappella». Lo stesso Adami ricordò poi che «era anco aggiunta alla sua virtù una singolar bontà di costumi. Tanto ai poveri, che aveva sempre alla sua porta di casa, quanto ai carcerati, che quotidianamente visitava, faceva larghe limosine, come mi ha attestato un suo scolare ancor vivente, uomo degno d'ogni credito».

## Gregorio Allegri e il suo Miserere
Il brano che diede la celebrità a Gregorio Allegri fu il Miserere a nove voci in due cori, composto per la Cappella Pontificia. Nel 1770 Mozart trascrisse a memoria il brano, di cui la cappella era gelosa al punto tale che il papa aveva vietato di prestarne la musica a chiunque. Senza voler sminuire il Salisburghese, va detto che l'impresa, tuttavia, non fu particolarmente eccezionale, dal momento che «la musica dei primi due versetti del salmo si ripete, alternata, sino alla fine per cinque volte». Ci sono comunque prove che copie dell'opera risalenti a prima della visita di Mozart a Roma nel 1770 circolavano già in Europa, e Mozart potrebbe aver ascoltato il pezzo eseguito anche a Londra nel 1764 o 1765.
Le testimonianze dell'epoca, come quella di Charles Burnery sottolineano che un notevole contributo alla suggestione suscitata dal Miserere di Allegri dipendeva dalla singolare prassi esecutiva, che doveva sembrare piuttosto antica. Il brano era infatti eseguito da cantori istruiti alla prassi esecutive rimaste in uso da secoli nella cappella papale. Nel caso del Miserere, una sorta di salmo passeggiato "alla romana" (ovvero un falso bordone con una parte acuta fiorita), la musica scritta era soggetta a variazioni, diminuzioni, cadenze ed effetti espressivi non scritti, tanto da rendere la composizione irriconoscibile agli inesperti che avessero voluto cantarla leggendo pedissequamente il semplice testo scritto.

## Opere
- Concertini a due, tre, quattro et cinque voci ... libro primo, Roma, Luca Antonio Soldi, 1618 (perduto, ma segnalato da Fétis[11])
- Concertini a due, a tre, et a quattro voci... con il basso continuo, libro secondo - Roma, Luca Antonio Soldi, 1619
- Motecta binis, ternis, quaternis, quinis, senisque vocibus, organice dicenda Roma, Luca Antonio Soldi, 1621
- Sinfonia, a 4, in Athanasius Kircher, Musurgia universalis (Roma, 1650)
- Miserere mei Deus, salmo a 9vv in due cori (5+4 vv)
- Missa Che fa oggi il mio sole, 5vv; Missa Christus resurgens, 8vv; Missa In lectulo meo, 8vv; Missa Salvatorem exspectamus, 6vv; Missa Vidi turbam magnam, 6vv
- 2 Lamentationes Jeremiae prophetae, c1640, c1651
- Te Deum, 8vv
- Laudate regem, 8vv

Mottetti in RISM B/1 16183, 16195, 16213, 16232, 16251, 16262, 16264, 16392
Alcuni mottetti di Allegri furono inclusi da Fabio Costantini nella raccolta Scelta di motetti di diversi eccellentissimi autori a due, tre, quattro e cinque voci, Roma, 1618. Un gran numero di composizioni inedite era conservato a Roma nell'archivio di Santa Maria in Vallicella e nel collegio dei cappellani cantori della cappella pontificia. L'abate Giuseppe Baini cita particolarmente un mottetto e una messa a otto voci, Christus resirgens ex mortuis. Esistevano, inoltre, due collezioni preziose conservate nel Collegio Romano, con il titolo Varia musica sacra ex bibliotheca Altaempsiana, iussu J.D. Angeli ducis ab Altaemps collecta che contengono diverse composizioni di Allegri, segnatamente, concerti per più strumenti. Athanasius Kircher ne ha tratto un brano pubblicato nella sua Musurgia (tomo I, p. 487). Si trovavano poi in partitura, presso la biblioteca musicale dell'abbate Santini, le Lamentazioni per la settimana santa e gli Improperia a due cori, il mottetto Salvatorem expectamus a sei voci, i salmi Dixit Dominus e Beatus vir, e infine i mottetti Domine Jesu Christe e Libera me, Domine tutti composti da Allegri.